# Leslie Hammond (photographe)
Leslie Hammond, est un photographe sud-africain. Il remporte le World Press Photo of the Year.